# Charles E. Mees
Pour les articles homonymes, voir Mees.
Charles Edward Kenneth Mees (né le 26 mai 1882 à Wellingborough au Royaume-Uni, mort le 15 août 1960 à Honolulu aux États-Unis), membre de la Royal Society, est un scientifique britannique et chercheur en photographie.

## Biographie
Il obtient son doctorat en sciences en 1906 avec un travail sur la théorie de la photographie. De 1906 jusqu'en 1912, il travaille pour Wratten and Wainwright, assistant Frederick Wratten dans le développement de la première plaque panchromatique, ainsi que des filtres photographiques et ampoules pour chambre noire.
En 1912, la compagnie Eastman Kodak acquiert Wratten and Wainwright car ils sont intéressés par les développements apportés par Mees. Il déménage alors aux États-Unis et s'installe dans les laboratoires de recherche de Kodak à Rochester dans l'état de New York, et en devient le premier directeur. Après l'attaque de Pearl Harbor, il devient citoyen américain afin d'avoir accès aux projets et informations militaires de haute sécurité. Par la suite, il est nommé vice-président chargé de la Recherche et du Développement pour Eastman-Kodak, et restera à ce poste jusqu'à sa retraite en 1955.
Au cours de sa carrière, il publie une centaine de papiers scientifiques et une soixantaine d'autres travaux. Parmi ses travaux se trouve notamment le développement d'émulsions photographiques sensibles utilisées en astronomie.
Il fut le premier président du bureau des loyaux de la George Eastman House de 1947 à 1954.

## Récompenses et hommages

### Récompenses
- Progress Medal, de la Royal Photographic Society, Royaume-Uni
- Médaille Henry Draper, de la National Academy of Sciences, en 1936[4]
- Médaille Franklin, en 1954

### Hommages
- Membre de la Royal Photographic Society
- Membre de la Royal Society, en 1939[1]
- Nommé à l'International Photography Hall of Fame, en 1972.
- Le C.E.K. Mees Award est le plus grand honneur en recherche donné par la Kodak Company.
- La Médaille C.E.K. Mees, décernée toutes les années impaires par la Optical Society of America,  a ainsi été nommé en son hommage
- L'Observatoire C.E.K. Mees de l'Université de Rochester a ainsi été nommé en son hommage
- Le cratère lunaire Mees a ainsi été nommé en son hommage
- L'Observatoire solaire Mees sur le sommet de Haleakala a ainsi été nommé en son hommage